# Tréhou
Tréhou (bret. An Treoù-Leon) – miejscowość i gmina we Francji, w regionie Bretania, w departamencie Finistère.
Według danych na rok 1990 gminę zamieszkiwało 395 osób, a gęstość zaludnienia wynosiła 17 osób/km² (wśród 1269 gmin Bretanii Tréhou plasuje się na 889. miejscu pod względem liczby ludności, natomiast pod względem powierzchni na miejscu 421.).